# Павлик, Натали
Натали Павлик (нем. Natalie Pawlik; род. 26 августа 1992 года, Восток, Абатский район, Тюменская область, Россия) — немецкий политик от СДПГ, депутат Бундестага с октября 2021 года. С 14 апреля 2022 года по 6 мая 2025 года Павлик являлась уполномоченным федерального правительства по делам переселенцев и национальных меньшинств. Впоследствии стала уполномоченным федерального правительства по вопросам миграции, беженцев и интеграции и по борьбе с расизмом.

## Ранние годы
Павлик вместе с семьёй переехала в Германию, когда ей было шесть лет. После недолгого пребывания в лагере для беженцев во Фридланде они переехали в Бад-Наухайм (округ Веттерау) в Гессене, где она выросла и училась в начальной школе Вильгельмскирхе. После окончания средней школы Павлик получила диплом дизайнера в школе Иоганна-Филиппа Райса во Фридберге. Затем она получила степень бакалавра по истории и культурологии и степень магистра по социологии и культуре современности в университете имени Юстуса Либиха в Гисене.
Параллельно с учёбой Павлик начала работать в парламентском офисе члена Европейского парламента Удо Бульманна. С 2020 года она возглавляет избирательный округ Бульманна во Франкфурте-на-Майне. Павлик любит подчеркивать, что многие социал-демократические реформы, такие как открытие систем образования, BAföG и отмена платы за обучение в Гессене, очень помогли ей в течение жизни.
Она была активным представителем районной школы в студенческом совете округа Веттерау, где в то время нашла своё политическое призвание в Социал-демократической партии Германии. В университете она была активным членом студенческого парламента и выступала за университетскую политику в Комитете студентов.

## Начало политической карьеры
С 2011 года, после местных выборов в Гессене, Павлик являлась членом городского совета в Бад-Наухайме. Вместе с Синаном Сертом она является председателем парламентской фракции СДПГ и членом главного и финансового комитетов. На местных выборах 2016 года в Гессене она была избрана в окружной совет Веттерау. Там она работала в сферах молодёжной политики, социальных вопросов, семьи и здравоохранения, выступала за равноправие и в комиссии по делам молодёжи.

## Депутат Бундестага
На национальных выборах 2021 года Павлик баллотировалась в избирательном округе Веттерау I, набрав 29,7 % голосов и став депутатом 20-го созыва Бундестага Германии.
В бундестаге Павлик вступила в Комитет по труду и социальным вопросам. В этом качестве она являлась докладчиком своей парламентской группы по вопросам социального обеспечения и профессиональной подготовки. Павлик принадлежит к группе «Парламентские левые».
14 апреля 2022 года Паулик заменила Бернда Фабрициуса по назначению федерального министра внутренних дел Нэнси Фезер в качестве уполномоченного федерального правительства по вопросам, связанным с переселенцами из этнических немецких земель и национальными меньшинствами.
На переговорах ХДС/ХСС и СДПГ о формировании Большой коалиции под руководством христианского демократа Фридриха Мерца после выборов в Германии в 2025 году Павлик включили в состав делегации СДПГ в рабочей группе по трудовым и социальным вопросам под руководством Карстена Линнеманна, Стефана Штракке и Кати Маст.
5 мая 2025 года на сайте СДПГ сообщалось, что Павлик станет министром по вопросам миграции, беженцев и интеграции в новом правительстве Германии, но позднее информация с сайта СДПГ была удалена (на официальном сайте правительства упоминание Павлик в составе нового кабинета канцлера Мерца отсутствует).